# Mission Pass
Mission Pass är ett bergspass i Kanada.   Det ligger i provinsen British Columbia, i den sydvästra delen av landet, 3 400 km väster om huvudstaden Ottawa. Mission Pass ligger 1 215 meter över havet.
Terrängen runt Mission Pass är mycket bergig, och sluttar söderut. Trakten runt Mission Pass är nära nog obefolkad, med mindre än två invånare per kvadratkilometer..
I omgivningarna runt Mission Pass växer i huvudsak barrskog.